# Chimaltenango
Chimaltenango est une ville du Guatemala.

## Personnalités liées à la ville
- Natalia Górriz, enseignante et pédagogue
- María Consuelo Porras, femme politique